# موشمی
موشمی، روستایی از توابع بخش چاروسا شهرستان کهگیلویه در استان کهگیلویه و بویراحمد ایران است. روستای موشمی در شمال شرقی شهر قلعه ریسی و کوه‌های آل زر در فاصله ۳۲۰۰ گزی و فاصله ۳۳۲۸ متری شهر قلعه ریسی قرار دارد. و در جنوب و جنوب غربی آستان مقدس امامزاده سید محمید قرار دارد. این روستا از روستای‌های قدیم و قدمت تاریخی نیز دارد. و در فاصله ۶ کیلومتری از آبشار کمردوغ واقع شده‌است. آب آشامیدنی آن از چشمه و شغل اهالی زراعت و حشم داری و دامداری و… می‌باشد.
موقع جغرافیایی آن تقریباً کوهستانی و هوای آن سردسیری مالاریایی است.
از بناهای تاریخی آن می‌توان به قلعه ملا علی باز اشاره کرد که شناسنامه این روستای با قدمت است. 

## جمعیت
این روستا در دهستان طیبی سرحدی غربی قرار دارد و بر اساس سرشماری مرکز آمار ایران در سال ۱۳۸۵، جمعیت آن ۳۶۴ نفر (۶۶خانوار) بوده‌است.